# Natlig udløsning
Natlig udløsning, våde drømme (slang englefisse) kan bedst beskrives som en udløsning under søvnen.
Årsagen til natlig udløsning kan være en drøm om et samleje eller andre erotiske drømme, som forekommer under søvnen. Kønsorganerne bliver regelmæssigt fyldt af blod i løbet af natten, både hos drenge/mænd og piger/kvinder, som en naturlig konsekvens af blodets cirkulation for a holde kroppen varm. Hyppigheden af natlige udløsninger varierer, blandt andet afhængigt af, om man har en partner. Ifølge nogle studier har 83 % af alle mænd og drenge oplevet at få udløsning, mens de sover.
Det kaldes natlig udløsning eller våde drømme, fordi det ikke er et samleje, men alligevel en udløsning som man ikke har fået ved selv at onanere.